# La noia que ho tenia tot (pel·lícula)
La noia que ho tenia tot (títol original en anglès, Luckiest Girl Alive) és una pel·lícula de thriller de misteri del 2022 dirigida per Mike Barker a partir d'un guió de Jessica Knoll, basada en la seva novel·la La noia que ho tenia tot del 2015. La pel·lícula és protagonitzada per Mila Kunis, Finn Wittrock, Scoot McNairy, Thomas Barbusca, Jennifer Beals i Connie Britton. S'ha subtitulat al català.
Es va estrenar a una selecció de sales de cinema 30 de setembre de 2022, abans del seu llançament en línia el 7 d'octubre del mateix any a Netflix.

## Repartiment
- Mila Kunis com a TifAni "Ani" Fanelli 
  - Chiara Aurelia com a Ani de jove
- Finn Wittrock com a Luke Harrison
- Scoot McNairy com a Andrew Larson
- Justine Lupe com a Nell Rutherford
- Thomas Barbusca com a Arthur Finneman
- Alex Barone com a Dean Barton
  - Carson MacCormac com a Dean de jove
- Dalmar Abuzeid com a Aaron Wickersham
- Isaac Kragten com a Liam Ross
- Nicole Huff com a Olivia Kaplan
- Gage Munroe com a Peyton Powell
- Jennifer Beals com a Lolo Vincent
- Connie Britton com a Dina